# Dennis Daugaard

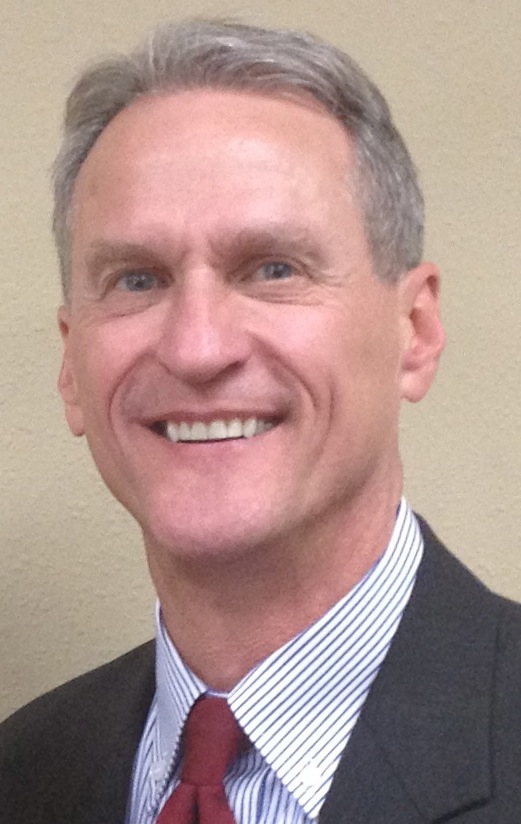
Daugaard, governador da Dakota do Sul de 2011 até 2019.

Dennis Martin Daugaard (Garretson, 8 de janeiro de 2011) é um político estadunidense. Foi 32º governador do estado da Dakota do Sul de 2011 até 2019, filiado ao Partido Republicano. Graduado em bacharelado em artes pela Universidade da Dakota do Sul, Baugaard sucedeu Mike Rounds em 8 de janeiro de 2011.